# Otmar Seul
Pour les articles homonymes, voir Seul.
Otmar Seul, né le 30 août 1943 à Trèves dans la province de Rhénanie, est un professeur d’allemand juridique ayant enseigné à Paris Ouest-Nanterre-La Défense (Paris X-Nanterre) d’octobre 1989 à septembre 2011.
Il fonde en 1994/95 – en coopération avec son homologue allemand Werner Merle – le cursus intégré en droits français et allemand réunissant les universités de Paris Ouest-Nanterre-La Défense (France) et de Potsdam (Allemagne). Il fait de ce cursus le pivot d’un réseau européen de coopération universitaire en sciences juridiques ouvert à des formes inédites d‘internationalisation des études et de la recherche. Son idée la plus novatrice: la création, depuis 2004, d‘universités d‘été franco-allemandes avec des pays tiers en Europe et hors Europe. Ses recherches sur la démocratie industrielle et la participation des salariés dans l‘entreprise s’inscrivent dans une dimension interculturelle - franco-allemande et européenne.

## Cofondateur de cursus binationaux, pionnier en matière d’internationalisation des études et de la recherche
Après des études d’histoire et de linguistique romane à l’université Johannes Gutenberg de Mayence (Allemagne), des études de sciences humaines à l’université Paris-Descartes et un doctorat en sciences économiques et sociales (1986) sous la direction d’Eberhard Schmidt à l’université Carl von Ossietzky d’Oldenbourg (Allemagne) sur la réception du droit d’expression directe et collective et d’autres nouveaux droits des travailleurs (Lois Auroux) par les syndicats français (1982-1985), Otmar Seul se consacre en France notamment aux sciences juridiques  ainsi qu’aux  échanges universitaires franco-allemands et européens.

### Doubles cursus et cursus intégrés franco-allemands en sciences juridiques
À Nanterre, Otmar Seul est à l'origine du développement du double cursus bilingue Droit français/Droit allemand (fondé en 1986) au-delà du 1er cycle (DEUG) jusqu’au 3e cycle (aujourd’hui Master) et de sa transformation, en partenariat avec Potsdam, en cursus intégré franco-allemand avec délivrance d'un double diplôme (1994/95). Offrant – tous les diplômes confondus - plus de 25 cours en droit allemand, Paris Ouest-Nanterre-La Défense devient dès les années 1990 la première université de France pour l’enseignement du droit d’outre-Rhin. Assuré en langue allemande, ce programme semblait toutefois menacé par le recul de l’apprentissage de la langue du partenaire en France comme en Allemagne. Le 12 mars 2001, Otmar Seul traduit dans une pétition à l’adresse des gouvernements français et allemand les inquiétudes suscitées par ces entraves à la politique de coopération entre Paris et Berlin. En faveur d'une relance du moteur franco-allemand, cet Appel de Nanterre est signé par plus de mille enseignants et étudiants et soutenu par huit anciens Ambassadeurs de France en Allemagne ainsi que par tous les membres du Haut Conseil Culturel Franco-Allemand. 

### Un réseau européen de coopération universitaire
Pour ancrer le cursus intégré franco-allemand dans l’espace européen de l’enseignement supérieur et de la recherche, pour ouvrir des carrières internationales à ses diplômés et promouvoir les langues et cultures juridiques française et allemande en Europe, Otmar Seul  conçoit et développe depuis les années 1990 un réseau européen de coopération universitaire  (Nanterre network). Fondé notamment sur des accords Erasmus-Socrates et regroupant aujourd’hui plus de 40 établissements partenaires, ce réseau (informel) se construit en trois étapes majeures : 1° en intégrant, à la suite de l’Unification allemande (1990), les Facultés de Droit de l’Université Humboldt de Berlin, de Halle-Wittenberg, Potsdam, Dresde (TU) et d’autres universités des nouveaux Länder ; 2° en s’ouvrant dès 2000 aux universités de l’Europe centrale et orientale (Pologne, Pays baltes notamment) et donc pour certaines avant l’adhésion de leur pays à l’Union européenne (2004) ; 3° en admettant dès 2006 les universités turques (dont l’Université d’Istanbul, les universités Galatasaray, Yeditepe, et Bilgi), des établissements donc d’un pays en procédure d’adhésion à l’Union européenne. Régulièrement organisées depuis 1995, les délégués des universités partenaires se penchent depuis la Déclaration de Bologne (1999) lors de leurs Rencontres annuelles (Prague, Vilnius, Lodz, Riga, Paris, Fribourg/Suisse, Istanbul, Séville, Barcelone/Andorre, Berlin, Lisbonne, Vienne) notamment sur l’adaptation de leurs systèmes nationaux d’enseignement supérieur aux standards européens. Couplées avec un Colloque ou une Journée d’études, ces Rencontres mènent également une réflexion sur les grandes tendances de l’harmonisation du droit en cours dans les pays de l’Union européenne.
Une autre idée novatrice d’Otmar Seul fut celle de créer dès 2004, année de l’élargissement de l’Union européenne notamment aux pays de l’Europe centrale et orientale, des universités d’été franco-allemandes avec des pays tiers se focalisant sur la question de l’identité européenne, de ses présupposés et de ses politiques dans le contexte de l’intégration européenne et de la mondialisation.

### Desuniversités d’étéfranco-allemandes avec des pays tiers

#### En Europe
En accordant en septembre 2012 son patronage à la 2e Université d’été franco-allemande et européenne consacrée au droit de l’énergie et de l’environnement, le Ministre délégué chargé des Affaires européennes de l’époque, Bernard Cazeneuve, rend hommage à une formule de prérentrée académique dont « le succès ne se dément pas et qui s’exporte même, ce qui contribue au rayonnement de la coopération franco-allemande en Europe ». L’Université Paris Ouest-Nanterre-La Défense est devenue pionnière en matière de création d’universités d’été franco-allemandes et européennes en sciences juridiques. Si la coopération entre la France et l’Allemagne s’est avérée un excellent vecteur des échanges universitaires, il n’en faut pas moins constater que les cursus intégrés franco-allemands s’ouvrent aux universités d’autres pays d’Europe et même hors d’Europe. Les universités d’été conçues par Otmar Seul présentent des atouts qui les rendent originales par rapport à l’offre académique classique : 
1° Organisées depuis 2004, ces universités d’été se proposent - à l’instar de la première et principale d’entre elles organisée en coopération avec Francfort s. M. et Vilnius chaque année dans la capitale lituanienne - de suivre les grandes lignes du processus d’harmonisation des législations et pratiques en cours dans l’Union européenne.  Ancrées essentiellement dans le domaine du droit européen comparé, elles contribuent non seulement à la compréhension juridique mutuelle, mais aussi à la découverte des dimensions sociétales des pays. La diversité des intervenants – une large place est faite aux historiens, politistes, économistes et sociologues – permet une approche pluridisciplinaire dans le traitement de questions juridiques et révèle des problématiques parfois insoupçonnées. 
2° Les universités d’été se prêtent aussi à des démarches pédagogiques novatrices. Définies comme un forum ouvert au dialogue, elles sont susceptibles de contribuer à une meilleure perception du droit et à l’enrichissement intellectuel des étudiants et des doctorants, voire de valoriser ceux-ci comme interlocuteurs des enseignants-chercheurs et des professionnels. Les ateliers permettent une implication intensive des jeunes chercheurs dans une démarche interactive. Pour certains étudiants de niveau Master, les travaux sont fondés sur des recherches préliminaires dans le domaine de leur futur sujet de thèse, recherches favorisées – comme pour les thésards -  par une coopération étroite avec un collège doctoral franco-allemand qui va être élargi au plan européen dans l’avenir. 
3° Les universités d’été sont considérées comme une occasion de transmettre, autant que faire se peut, les cultures juridiques nationales par l’intermédiaire de leurs langues nationales. Derrière cette conception, il y a l’idée d’une Europe affirmant sa diversité linguistique et culturelle. 
Une autre université d’été organisée avec l'Université de Potsdam et l'Université d'État de Biélorussie depuis 2011 à Minsk, capitale de la Biélorussie, membre de la Communauté des États indépendants (CEI), invite à mettre en place une réflexion sur l’évolution du droit dans l’espace juridique européen dans un cadre élargi à des pays n’appartenant pas à l’Union européenne. 
En 2014, une inédite Université d’été itinérante dans les Balkans amène Paris Ouest-Nanterre-La Défense et Münster (Allemagne) à coopérer avec notamment l’Université Saints Cyrille et Méthode de Skopje (Macédoine), l’Université de Pristina (Kosovo) et l’Université d'Etat de Tirana (Albanie). Pour les pays des Balkans, la perspective européenne (avec l’adhésion dans le futur à l’U.E.)  est le garant de l’irréversibilité des réformes politiques, économiques et sociales que ces pays doivent mettre en place ainsi que de la paix et de la stabilité régionales.

#### Au Maghreb et en Amérique latine
La « délocalisation du campus via ces universités d’été » (O. Seul) n’est dorénavant plus limitée à l’espace européen. Invitées par la Fondation Robert Bosch et l’UFA à travailler sur une « approche interdisciplinaire des sciences publiques : droit civil, droit administratif, politique, économie, société, droit comparé », Paris Ouest-Nanterre et Potsdam ont lancé en 2013 à Tunis, en coopération avec l’Université de Tunis-El Manar, un dialogue franco-allemand avec les pays du Maghreb  se proposant :
- d’analyser les évolutions juridiques, politiques, économiques et socio-culturelles de la Tunisie dans la période actuelle et, dans la mesure du possible, dans d’autres pays du Maghreb en voie de refondation; 
- d’examiner dans une approche pluridisciplinaire (France, Allemagne, Pays du Maghreb) les expériences historiques des différents pays dans les domaines en question afin de faire émerger des points de comparaison et de convergence qui pourraient alimenter la réflexion sur les politiques publiques les mieux adaptées à la situation du Maghreb.
- d’élargir le débat à l’espace méditerranéen, situé au carrefour des droits européens et nord-africains, et en particulier aux conditions de la mise en œuvre d’un cadre commun de coopération. 
L’université d’été de 2014, à l’Université Hassan II de Casablanca (Maroc), était consacrée au thème “Droit et Religion – dénominateurs communs et possibles conflits entre normes religieuses, normes étatiques et droit international”. 

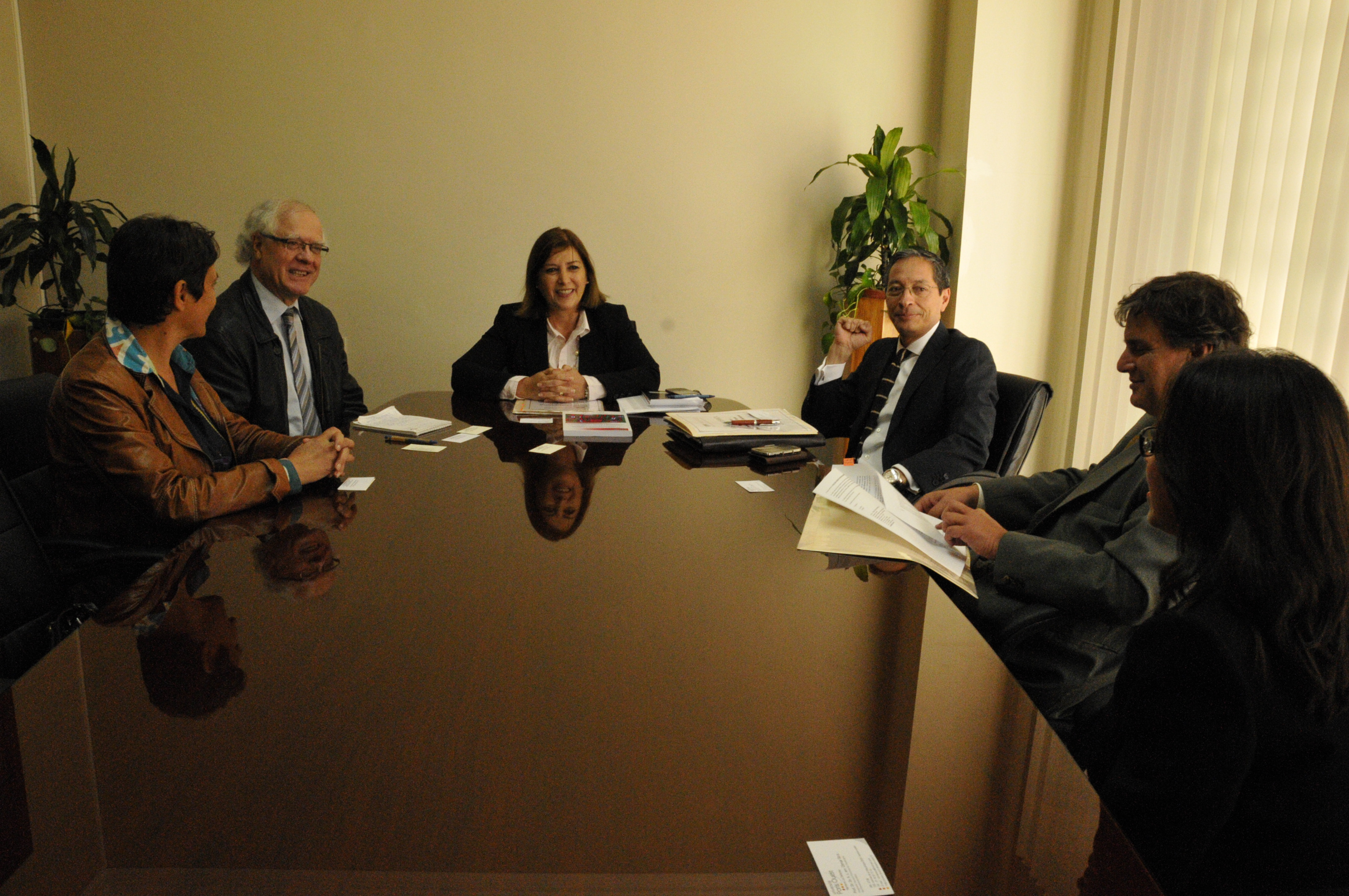
Le 29 avril 2013 à Lima : entretien d’Otmar Seul avec Eda A. Rivas Franchini, Ministre de la Justice du Pérou, José Avila Herrera, Vice-ministre des droits de l’Homme, et Daniel Frigallo Rivadeneyra, Vice-ministre de la Justice.

En 2013, le modèle nanterrois s’exporte également, pour la première fois, dans un pays de l’Amérique latine : une Université d‘été franco-germano-péruvienne  sur « Démocratie et État de droit  est créée à la Pontificia Universidad Catolica del Peru à Lima. Deux innovations marquent cette manifestation : non seulement elle dépasse le cadre universitaire et s‘ouvre à la société civile, mais – sur proposition d’Eda A. Rivas Franchini, Ministre de la Justice du Pérou – elle se voit reconnaître une mission formatrice bénéfique aux hauts fonctionnaires du Ministère, notamment en matière de défense des droits de l’Homme, de gouvernance d’un Etat de droit social et de démocratie citoyenne.

## Travaux de recherche sur ladémocratie industrielleet la participation des salariés en Europe
Otmar Seul assure à Paris Ouest et dans les universités partenaires du Nanterre network  des cours de droit du travail, d’allemand juridique et de civilisations allemande et européenne.   
La dimension interculturelle - franco-allemande et européenne - marque ses travaux de recherche. Dans sa thèse sur « le droit d’expression directe des salariés » introduit par les lois Auroux en France et sa réception par les syndicats français, rééditée en 2012 (sous le titre Arbeitnehmerpartizipation im Urteil der französischen Gewerkschaften: Sozialreformen unter der Präsidentschaft François Mitterrands (1982-1985), il explique l’intérêt de la recherche ouest-allemande pour la réforme d’entreprise en France par le bilan déficitaire du système cogestionnaire allemand en matière de participation sur les lieux de travail. La transposition de l’idée de la démocratie industrielle dans la législation sociale et la pratique du dialogue social en France, en Allemagne et dans d’autres pays de l’Union européenne, reste le fil conducteur des travaux d’Otmar Seul. Son ouvrage de 2011 sur La participation directe des salariés aux décisions dans l’entreprise en France et en Allemagne : théories, droits et pratiques, se veut une synthèse de son activité scientifique entre 1968 et 2000 (sujet développé une première fois en 1998 en vue de son Habilitation à diriger des recherches obtenue à l’Université de Paris Ouest-Nanterre-La Défense).   
Faisant dès son arrivée en France (1971) partie d’un groupe de recherche sur l’autogestion  à l’École des Hautes Etudes en Sciences Sociales (EHESS), Otmar Seul s’intéresse particulièrement aux critiques de la revue Praxis (regroupant la fine fleur de l'intelligentsia yougoslave) sur l'expérience vécue du "socialisme autogestionnaire yougoslave".   
Ses travaux récents se consacrent à l’harmonisation des droits des salariés dans les pays de l’Union européenne. L’ouvrage collectif qu’il édite en 2009 en coopération avec Peter Jansen -  L’Europe élargie : la participation des salariés aux décisions dans l’entreprise. Traditions à l’Ouest, innovations à l’Est ? – révèle une forte tendance à la mise en place de systèmes de représentation d’émanation syndicale (système moniste). Ceci au détriment du système dualiste, adopté par la France et l’Allemagne,  qui fonde la participation par délégation sur la complémentarité systémique entre institutions représentatives élues et organisations syndicales.   

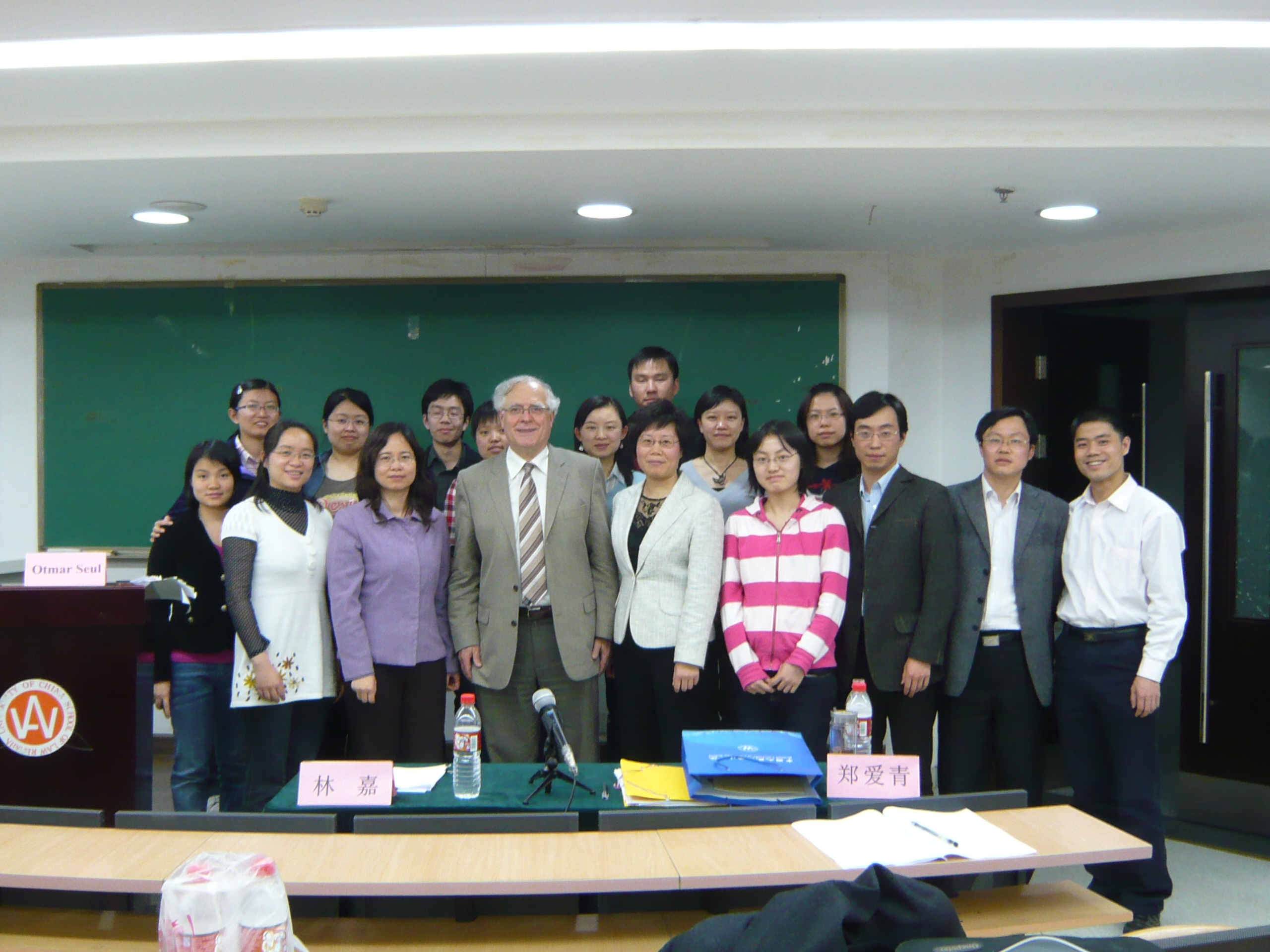
Beijing, à l'Université du Peuple de Chine (RENMIN), le 14 avril 2009 : avec les professeurs Jia Lin, Vice-doyenne de la Faculté de Droit et Aiqing Zheng et un groupe de jeunes chercheurs ayant suivi le séminaire doctoral du Professeur Seul.

Les activités éditoriales d’Otmar Seul reflètent son orientation interculturelle et interdisciplinaire : il est directeur-fondateur (1994) de la Collection Allemand juridique/Langues et cultures juridiques et politiques européennes, éditée par les formations franco-allemandes en sciences juridiques de l’Université Paris Ouest-Nanterre-La Défense, et cofondateur et codirecteur (2010) de la collection Cultures juridiques et politiques  aux Editions Peter Lang, Berne, Berlin, Francfort s. M., New York, Oxford, Vienne, en collaboration avec Stephanie Dijoux, son successeur comme co-directeur des cursus intégrés Paris Ouest/Potsdam.  

## Des activités humanitaires et des efforts pour la citoyenneté dans l'université
À la fin de ses études de Lettres à l’Université Johannes Gutenberg de Mayence (1965-1969, Staatsexamen en Histoire et en Langues romanes) et ensuite comme professeur stagiaire au Lycée Kurfürstliches Schloss  de Mayence, Otmar Seul s’implique  dans des activités humanitaires et tiers-mondistes. 

### Action en faveur du Biafra (1968)
En 1968, il crée avec d’autres membres de l’association étudiante catholique Unitas Willigis  un Comité d‘action pour le Biafra, région sécessionniste du Nigéria ("République du Biafra") en guerre contre le gouvernement fédéral militaire (1967–1970). L’action du Comité s’inscrit dans la mouvance des initiatives pro-Biafra émergeant alors en République fédérale d’Allemagne. Prônant une ingérence directe pour venir en aide à la population Igbo décimée par la guerre civile, victime de la malnutrition et de la famine, la démarche de ces initiatives se distingue de  la politique traditionnelle de neutralité et de réserve qui était à cette époque celle d’autres acteurs humanitaires comme la Croix-Rouge. Conjuguant l‘aide humanitaire avec des actions de sensibilisation auprès des médias et des institutions politiques, les activités du Comité de Mayence sont soutenues par les réseaux associatifs de la communauté universitaire, des Églises et du Biafra-Aktionskomitee à Bonn. Elles reflètent la tendance alors naissante d’un nouveau type d’aide humanitaire développé dès les années 1970 par des ONG internationales telles que la Société pour les peuples menacés (Gesellschaft für bedrohte Völker: GfbV, issue en 1970 de Aktion Biafra Hilfe, Hambourg) ou  Médecins sans frontières (1971).

### Action en faveur des étudiants étrangers à l'Université de Mayence (1970-1971)
En 1970/1971, il œuvre à l'Université à l’amélioration de l’accueil des étudiants étrangers et à la défense de leurs intérêts par des représentants élus, en coopérant étroitement avec les instances représentatives et autogérées des étudiants (AStA, Studentenparlement). Sous son impulsion est organisée le 17 décembre 1970 une première Assemblée générale des étudiants étrangers  en vue d’élire une représentation provisoire ayant pour mission d’élaborer une structure de représentation définitive et de suggérer des solutions aux problèmes les plus urgents révélés par une enquête sur les conditions d’études et de vie des étudiants étrangers (discriminations en matière d’accès aux services et ressources à la disposition des étudiants, xénophobie des propriétaires à l’égard des locataires étrangers, utilisation abusive de la Loi allemande portant sur le séjour des étrangers  (Ausländergesetz), qui, entre autres, portait atteinte à leur liberté d'opinion et d'expression). 
Partisan de la réconciliation franco-allemande, Otmar Seul participe dans le cadre du jumelage Mayence – Dijon aux premiers échanges d‘étudiants avec l’Université de Dijon (1966,1967) tout en suggérant la mise en place d'une coopération universitaire avec des pays de l'Est. En 1971, il est l'artisan de la première visite (24 février - 4 mars 1971)  d‘une délégation d’étudiants de l‘Université Johannes Gutenberg dans la capitale de la Croatie, alors État fédéré de la Yougoslavie socialiste, en plein Printemps croate (rencontre avec Ivan Zvonimir-Čičak, un des leaders du mouvement étudiant, futur dirigeant du Comité d'Helsinki pour les droits de l'homme). Le modèle autogestionnaire yougoslave devient un objet de réflexion pour ses (futures) recherches sur la démocratisation de l’entreprise. 

### Action dans le cadre de la Cité Internationale Universitaire de Paris (1972-1974)
Ayant finalement opté pour une carrière universitaire en France, Otmar Seul assure dès octobre 1971 des cours de langue et de civilisation allemandes à Paris (CPR, CRDP de l’Académie de Paris-Sud, Rue d’Ulm) et, à partir de la rentrée 1974, à l’Université Paris XII–Val de Marne de Créteil. Lecteur à la Faculté de Lettres et de Sciences sociales, il s’engage dans des études doctorales sur la conception de la ‘démocratie industrielle’ en France et en Allemagne.
Résidant à la Maison de l’Allemagne (aujourd’hui Maison Heinrich Heine) de la Cité internationale universitaire de Paris (CIUP), il œuvre pour une réelle participation des étudiants et chercheurs à la gestion des maisons d’accueil. Une série de conflits d’intérêts entre comités des résidents  et la direction relatifs aux droits et  libertés des résidents et aux conditions de logement (pouvant entraîner des expulsions voire des fermetures de maisons), amène les comités, réunis les 2 et 3 mars 1974 en Congrès à la Maison des Arts et Métiers, à se donner une structure d’autodéfense et de secours mutuel imaginée par Otmar Seul: la Coordination des comités des résidents de la CIUP. Cette structure éphémère a incité la Direction de la CIUP à intégrer les résidents dans les processus décisionnels à tous les niveaux de gouvernance (officialisation d’une Assemblée des Délégués des comités de résidents consultée mensuellement par le Secrétaire général de la CIUP ; élection par l’Assemblée de quatre administrateurs résidents siégeant de plein droit au Conseil d’administration de la CIUP ; possibilité pour les comités des résidents de participer au conseil d’administration de leur maison d’accueil). 
En proposant à ses quarante résidences un « brassage des nationalités », la CIUP peut difficilement échapper à la politisation : elle reflète les affrontements des nations divisées et le conflit Est/Ouest. Le 24 janvier 1973, Otmar Seul, vice-président du Comité des résidents de la Maison de l’Allemagne, remet à l’Ambassade d’Allemagne à Paris, avec une trentaine de résidents, une lettre ouverte  de l’Assemblée des résidents au gouvernement de la République fédérale d’Allemagne. A l’occasion de la visite en France du Chancelier Willy Brandt, les étudiants et chercheurs allemands  critiquent le silence du Prix Nobel de la paix et ancien résistant anti-nazi à propos des bombardements des villes du Nord-Vietnam : «  Que le  gouvernement allemand ait si peu de souvenir devant ce qui s’est passé et si peu de réaction devant ce qui se passe en ce nouvel Oradour nous consterne et nous fait honte » (Le Monde du 24 janvier 1975).
Assistant associé à l’Université Paris XII–Val de Marne à partir de 1982, Otmar Seul est proche des nouveaux mouvements sociaux qui vont aboutir à la création de partis écologistes en Allemagne et en France.
Une expérience personnelle de travail dans une coopérative agricole au Nicaragua au cours de l’été 1982 lui fait découvrir la réforme agraire sandiniste structurée autour de microstructures autogérées et l’incite à soutenir un réseau de solidarité en faveur de la petite paysannerie. 

### Action en faveur de la citoyenneté au sein de l'université française
En poste, à partir d’octobre 1989, comme Maître de conférences puis Professeur d’allemand juridique à l’Université de Paris X-Nanterre (Paris Ouest-Nanterre-La Défense), Otmar Seul estime que la fonction d’enseignant-chercheur implique une réflexion sur la réalisation de  la citoyenneté dans l’université comblant les lacunes des structures établies de la démocratie représentative.      
Partisan de la participation des étudiants à la gestion des cursus intégrés franco-allemands, Otmar Seul développe dès 1989/1990 un système de représentation étudiante fondé sur l’élection, à chaque niveau de la formation, de délégués présentant aux responsables pédagogiques et à l’Administration les doléances des étudiants ainsi que leurs propositions visant à améliorer le fonctionnement des cursus ainsi que leurs conditions d’études.
Sous l’impulsion d’Otmar Seul, une Association des diplômés du cursus en droit franco-allemand Paris Ouest/Potsdam (ACFA) est créée en mars 2008. Elle est chargée d’œuvrer à la promotion du double-cursus et à l’entraide entre ses membres ainsi que de contribuer à une réflexion sur les enjeux de l’intégration européenne.

## Distingué des deux côtés du Rhin

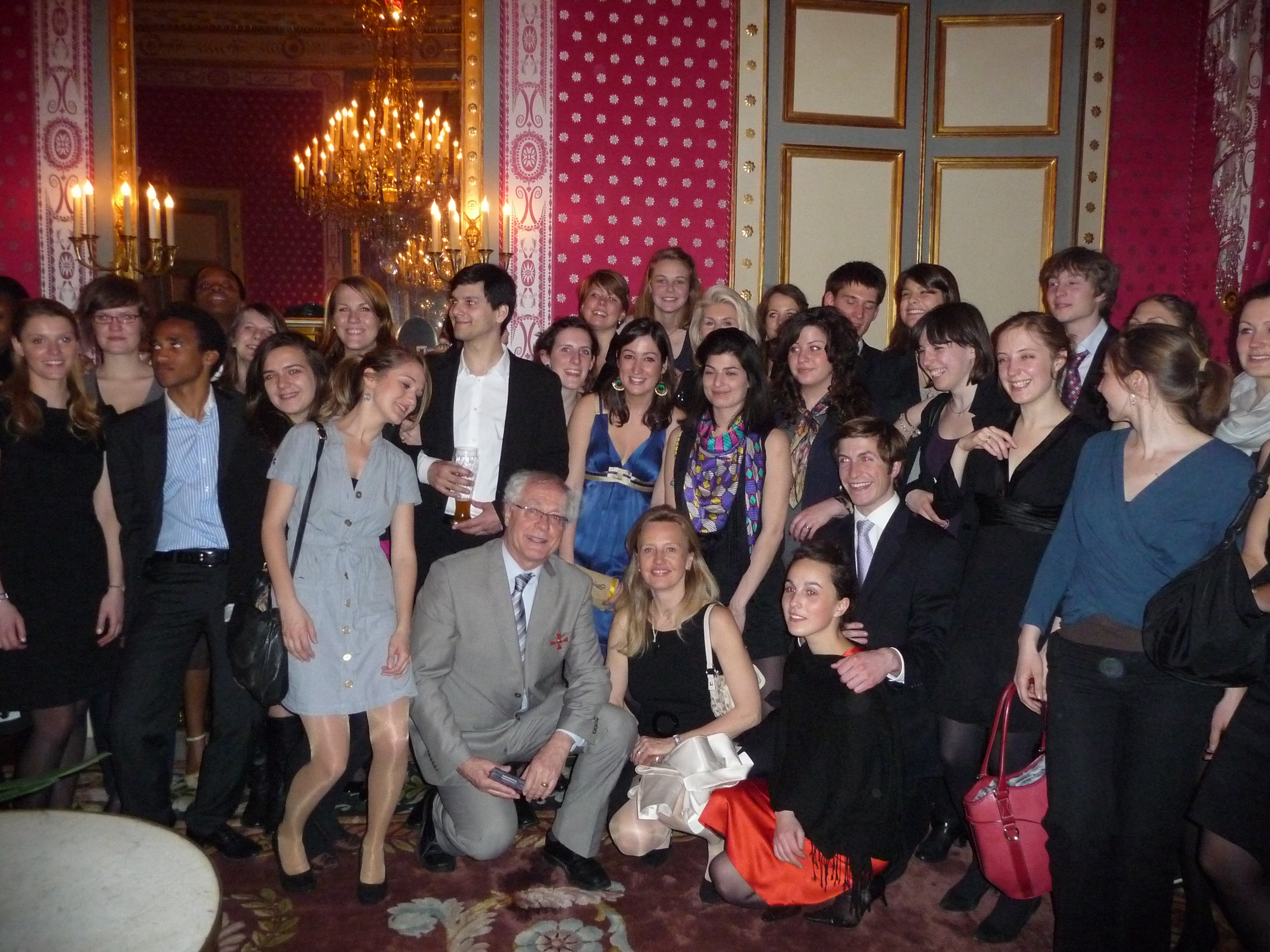
18 mars 2010 : Réception de l’Ambassadeur d’Allemagne à Paris - hommage à Otmar SEUL et au cursus franco-allemand.

Pour sa contribution décisive à un programme novateur et pour avoir formé des générations de professionnels du droit au service des relations franco-allemandes, Otmar Seul s’est vu remettre en mars 2010 une des plus hautes distinctions de la République fédérale d'Allemagne, la croix d’officier de l’ordre du Mérite de la République fédérale d'Allemagne (Verdienstkreuz 1. Klasse), par S.E. l’ambassadeur Reinhard Schäfers à l’Hôtel de Beauharnais, résidence officielle des ambassadeurs d'Allemagne à Paris.
Cette distinction n'était pas la première reçue par Otmar Seul, qui s’était vu remettre en 2002 par la Faculté de droit de l’Université de Potsdam le titre de docteur iuris honoris causa. Par décrets du 18 décembre 2002 et du 14 novembre 2006, il avait également été fait respectivement chevalier de l’ordre des Palmes académiques et chevalier de l’ordre national du Mérite de la République française. En 2017, la Faculté de droit de l'Université de Vilnius (Lituanie) lui a également décerné le titre de docteur iuris honoris causa.

## Ouvrages

### Ouvrages d'Otmar Seul[24]
Otmar Seul, Kaïs Slama, Kerstin Peglow (Hrsg.): Kulturvermittlung und Interkulturalität. Ein deutsch-französisch-tunesischer Dialog – politische, rechtliche und sozio-linguistische Aspekte, P.I.E. Peter Lang-Éditions scientifiques internationales Brüssel, Bern, Berlin, Frankfurt a.M., New York, Oxford, Wien 2016, 320 pages;
Arbeitnehmerpartizipation im Urteil der französischen Gewerkschaften: Sozialreformen unter der Präsidentschaft François Mitterrands (1982-1985), Südwestdeutscher Verlag für Hochschulschriften, Saarbrücken 2012 (réédition thèse 1986), 530 pages;
La solidarité dans l’Union européenne / Solidarität in derEuropäischen Union (Actes de l’Université d’été franco-allemande et européenne Vilnius/Lituanie, juin/juillet 2008, direction en collaboration avec Tomas Davulis), Ed. Peter Lang  Berne, Berlin, Francfort s. M., New York,
Oxford, Vienne 2012,  294 pages;
La participation directe des salariés aux décisions dans l’entreprise en France et en Allemagne : théories, droits et pratiques 1970-2000, Editions universitaires européennes, Sarrebruck 2011, 122 pages;
L’Europe élargie : la participation des salariés aux décisions dans l’entreprise. Traditions à l’Ouest, innovations à l’Est ? (dir. en coll. avec Peter Jansen), Ed. Peter Lang Berne, Francfort s. M., New York, Oxford, Vienne, 2009, 430 pages;
Information, Consultation et Cogestion : droits et pratiques de la participation des salariés aux décisions dans l’entreprise en France et en Allemagne / Unterrichtung, Anhörung und Mitbestimmung: Rechte und Praktiken der Beteiligung der Arbeitnehmer an der Entscheidungsfindung im Unternehmen in Deutschland und Frankreich. Recueil de textes en langues française et allemande (dir. en coll. avec Peter Jansen) ; no. 15 de la collection Allemand juridique-Langues et cultures juridiques et politiques européennes ; publications des formations « Droit allemand » de l’Université Paris Ouest-Nanterre-La Défense, 2008, 235 pages ;
Terrorismes : L’Italie et l’Allemagne à l’épreuve des « années de plomb » (1970-1980) : réalités et représentations du terrorisme (dir. en coll. avec
Gius Gargiulo), Houdiard-Editeur, Paris 2008, 350 pages;
De la communication interculturelle dans les relations franco-allemandes : Institutions – Enseignement – Entreprises (dir. en coll. avec Bernd Zielinski et Uta Dupuy), Ed. Peter Lang, Berne, Francfort s. M., New York, Oxford, Vienne, 2003, 344 pages;
Les nouveaux Länder dans le processus d’unification (dir.), Actes des 2èmes et 4èmes Rencontres franco-allemandes de Nanterre sur l’Allemagne unifiée, Editions Chlorofeuilles, Nanterre 2000, 2 volumes, 561 pages;
Implications juridiques et politiques de l’unification allemande (dir.), textes choisis des 1ères Journées d’information sur l’Allemagne unifiée, Editions Chlorofeuilles (Collection L’Allemagne unifiée), Nanterre 1998, 184 pages;
Démarches participatives et travail en groupe : l’impact du modèle japonais sur l’organisation du travail et les relations de travail en France et en Allemagne (dir.), Editions Chlorofeuilles (Collection La France et l’Allemagne en Europe), Nanterre 1998, 441 pages;
Participation par délégation et participation directe des salariés dans l’entreprise. Aspects juridiques et socio-économiques de la modernisation des relations industrielles en Allemagne, en France et dans d’autres pays de l’Union européenne (dir.), Editions Chlorofeuilles (Collection La France et l’Allemagne en Europe ), Nanterre 1994, 365 pages;
Das Arbeitermitspracherecht und andere neue Arbeitnehmerrechte in Frankreich aus der Sicht der französischen Gewerkschaften. Theoretische Vorstellungen und Reformpraxis (1982-1985), Dissertationsdruck Universität Oldenburg 1988, 613 pages + annexes;
Gewerkschaften in Frankreich : Geschichte, Organisation und Programmatik (en coll. avec Peter Jansen, Leo Kißler, Peter Kühne, Claus Leggewie), Editions Campus (Deutsch-französische Studien zur Industriegesellschaft), tome 2, Francfort-sur-le-Main et New York 1986, 288 pages;
Recherches sur l’autogestion, autogestion de la recherche : histoire et sociologie de la Seconde Conférence internationale sur l’Autogestion (dir. en coopération avec Yvon Bourdet, Olivier Corpet, Jacqueline Pluet, et al.), nos. 41-42 d’Autogestion et Socialisme, Ed. Anthropos, Paris, 1978, 311 pages.

### Ouvrage en l’honneur d’Otmar Seul
Bezzenberger, Tilman; Gruber, Joachim; Rohlfing-Dijoux, Stephanie :  Die deutsch-französischen Rechtsbeziehungen, Europa und die Welt / Les relations juridiques franco-allemandes, l'Europe et le monde.  Liber amicorum Otmar Seul, Nomos Verlag,  Baden Baden, 2014, 570 pages